# The Time
The Time est un groupe américain de funk et de RnB. Mené par le chanteur Morris Day, le groupe est lancé et produit dans les années 1980 par Prince, qui est originaire lui aussi de Minneapolis.
Dans sa région, la formation connaît le succès dès son premier album en 1981, puis mondialement trois ans plus tard, grâce à sa participation au film de Prince Purple Rain. On y entend leurs deux titres les plus connus, Jungle Love et The Bird, également présents sur leur troisième album, Ice Cream Castle.
Prince est le compositeur et interprète quasi unique des musiques des trois premiers albums. Le groupe n'a donc vécu qu'une existence scénique dans un premier temps, avant de réaliser deux albums collégiaux.
Le groupe est dissous une première fois en 1984. Il se réunit en 1990 pour un nouveau film de Prince (Graffiti Bridge), un album (Pandemonium) et une tournée. Il se sépare à nouveau, se reforme en 1995 avec de nouveaux musiciens, puis retrouve sa configuration initiale en 2011, sous le nom The Original 7ven, qui comprend le guitariste Jesse Johnson ainsi que le duo Jimmy Jam et Terry Lewis, qui, comme le chanteur Morris Day, connaissent une carrière solo depuis le milieu de la décennie 1980. Ils publient ensemble le dernier album en date, Condensate, précédé d'un nouveau départ de Jesse Johnson, qui rejoint le chanteur D'Angelo.
Le chanteur Alexander O'Neal, qui a joué avec certains membres à leurs débuts, poursuit également une carrière sous son nom.
Le groupe joue dans le film Jay et Bob contre-attaquent de Kevin Smith (2001), dont il est partie prenante de l'intrigue. En France, leur titre Skillet est notamment connu pour avoir servi de générique au programme humoristique Les Nuls, l'émission diffusé sur Canal+.

## Histoire

### Origine
Le regroupement d'artistes divers est formé vers 1973 par James Harris III (Jimmy Jam) et Terry Lewis, deux copains de lycée. De nombreux chanteurs ou musiciens différents composaient l'entité, parmi eux Cynthia Johnson (plus tard dans le groupe Lipps Inc.) ou Alexander O'Neal. Prince a créé le groupe The Time en 1981, faisant de ce projet un concurrent à sa propre musique. D'ailleurs, le premier album The Time, bénéficiera de meilleures ventes que l'album de Prince le précédant immédiatement (Dirty Mind).
En 1983, Jimmy Jam et Terry Lewis manquent un concert en première partie de Prince à San Antonio. Renvoyés du groupe à la fin de la tournée, ils deviennent les producteurs à succès de Change, The S.O.S. Band, Janet Jackson et bien d'autres. Monte Moir décide de les suivre peu après.
Pour le film Purple Rain, Prince engage trois autres musiciens pour les remplacer : Mark Cardenas et Paul Peterson (plus tard St Paul dans le groupe The Family (en)) aux claviers, et Jerry Hubbard à la basse. En 1984, Morris Day quitte le groupe suivi de peu par Jesse Johnson et lorsque le film sort, le groupe n'existe en fait déjà plus. En juillet 1984 Prince a même déjà enregistré les bandes de l'album pour The Family, le groupe qui prend la succession de The Time. Prince enregistre à nouveau un album avec Morris Day en 1989, intitulé Corporate World. Lorsque la maquette est présentée à la Warner, la maison de disques fait part de son souhait de voir les membres originels du groupe réintégrer le projet. C'est ainsi que Jimmy Jam, Terry Lewis, Monte Moir et Jesse Johnson réintègrent le groupe. Ils donnent leur accord à condition de participer effectivement à la production et à l'écriture du disque, ce qui donne finalement Pandemonium (Corporate World est abandonné bien que plusieurs de ses titres se retrouvent sur Pandemonium ou Graffiti Bridge de Prince.
Le groupe décide d'exclure Jesse Johnson du groupe lors d'une tournée au Japon. Par la suite, Morris Day part en tournée avec un groupe constitué de nouveaux membres. Ils jouent encore régulièrement le contenu des quatre albums du groupe.
Le groupe est ainsi composé de :
- Morris Day : chant.
- Jerome Benton : valet, percussions.
- Jellybean Johnson : batterie.
- Stanley "Chance" Howard, Monte Moir, Brice Myles : claviers.
- Torrel "Tori" Ruffin : guitare.
- Ricky "Freeze" Smith : basse.

## Carrières solo des membres
Dans l'intervalle entre 1984 et 1989, plusieurs membres du groupe ont mené d'importantes carrières solo.
Morris Day fit paraître trois albums : Color Of Success (1985), Daydreaming (1987), et Guaranteed (1991). Un quatrième album, It's About Time, est paru en 2005, mélangeant des enregistrements live de The Time avec quatre productions studios. Il produit également des sous-productions comme The Day Z's (un groupe de filles).
Jesse Johnson se considéra comme un concurrent direct de Prince. Il édita quatre albums solo : Revue (1985), Shockadelica (1986), Every Shade Of Love (1988) et Bare My Naked Soul (1996). Il produit plusieurs groupes au son caractéristique de Minneapolis : Da Krash, Ta Mara & The Seen ou Kool Skool.

## Discographie

### Collaborations
- 1990 : Graffiti Bridge de Prince - quatre titres inédits de The Time y figurent : Release It, Love Machine, Shake! et The Latest Fashion.

### Disques en solo des membres du groupe

#### Morris Day
- 1985 : Color of Success - Warner Bros.
- 1987 : Daydreaming - Warner Bros.
- 1992 : Guaranteed - Reprise
- 2004 : It's About Time - Hollywood

#### Jesse Johnson
- 1985 : Jesse Johnson's Revue - A&M
- 1986 : Shockadelica - A&M
- 1988 : Every Shade of Love - A&M
- 1996 : Bare My Naked Soul - Dinosaur Entertainment
- 2009 : Verbal Penetration